# Desert Beaver Observatorium
Das Desert Beaver Observatorium, (Desert Beaver Observatory) ist eine private Sternwarte in Arizona.
Es liegt nahe der Stadt Eloy im Pinal County und trägt die IAU-Nummer 919.
Am Desert Beaver Observatorium wurde vom kanadischen Astronomen William Kwong Yu Yeung viele Asteroiden entdeckt.
Koordinaten: 32° 44′ 59″ N, 111° 40′ 54″ W